# João Rodrigues Cabrilho
João Rodrigues Cabrilho (1497 – 3 de janeiro de 1543), foi um navegador e explorador português do século XVI. Ele foi o primeiro europeu a explorar a atual Califórnia, navegando ao longo da costa da Califórnia em 1542–1543 em sua viagem da Nova Espanha (atual México).

## Biografia
Ao serviço da coroa espanhola efetuou importantes explorações marítimas no Oceano Pacífico (costa Oeste dos atuais Estados Unidos) e terrestres na América do Norte, participando na conquista da Capital Azteca de Tenochtitlán, com o conquistador espanhol Hernán Cortés em 1521, participou também com Pedro de Alvarado e mais 300 europeus, na conquista dos territórios que compreendem hoje as Honduras, Guatemala e San Salvador, entre 1523 e 1535, ajudando a fundar Oaxaca (a capital de um dos 31 Estados do México).

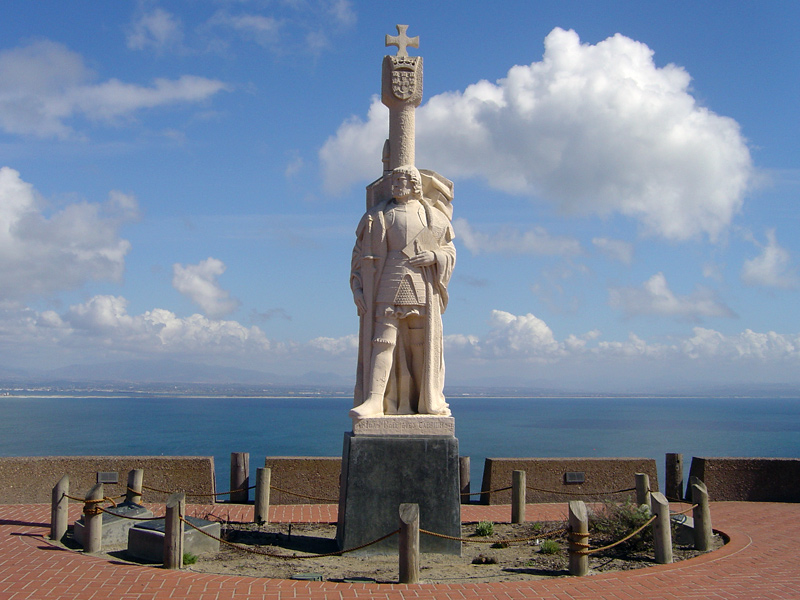
Monumento a Cabrilho, Point Loma, San Diego, Califórnia

Ao serviço da Espanha, no mês de junho do ano de 1542, Juan Rodríguez largou amarras de Navidade, na costa Oeste do México, navegando para o Norte, e três meses depois alcançou a Baía de San Diego, tornando-se o primeiro europeu a desembarcar no que é atualmente o Estado da Califórnia.
Morreu a 3 de janeiro de 1543 no Sul do atual estado americano da Califórnia, desconhecendo-se o local da sua sepultura.